# Vo (arménien)
Cette page contient des caractères spéciaux ou non latins. S’ils s’affichent mal (▯, ?, etc.), consultez la page d’aide Unicode.
Pour les articles homonymes, voir Vo.
Vo, ո en arménien ([vo]), est la 24e lettre de l'alphabet arménien.

## Linguistique
Vo est utilisé pour représenter le son [o].
Dans la norme ISO 9985, la lettre est translittérée par « o ».

## Représentation informatique
- Unicode[1] :
  - Capitale Ո : U+0548
  - Minuscule ո : U+0578